# Phyllophorus holothurioides
Phyllophorus holothurioides is een zeekomkommer uit de familie Phyllophoridae.
De wetenschappelijke naam van de soort werd in 1875 gepubliceerd door Hubert Ludwig.